# Léon Gaultier
Ne doit pas être confondu avec Léon Gautier (militaire).
Pour les articles homonymes, voir Gaultier.
Léon Édouard Gaultier, né le 1er février 1915 à Bourges et mort le 18 juillet 1997 à Ménétréol-sous-Sancerre, est un ancien membre de la Waffen-SS et collaborationniste français. Il est l'un des membres fondateurs du Front national.

## Biographie
Léon Gaultier naît en pleine Première Guerre mondiale ; son père est au front et sa mère gère en son absence la corderie familiale fondée en 1867. Il grandit dans un milieu où l'on parle beaucoup de politique : sa mère est abonnée au Journal des débats et à l'Illustration et se passionne pour l'histoire et la poésie, mais elle n'a pas la foi. « Ce double atavisme de curiosité intellectuelle et de rejet de la chose religieuse me fut légué » écrit Gaultier dans son autobiographie. Son père, en revanche, ne s'intéresse pas aux livres.
À dix-neuf ans, il suit de son Berry natal les événements de février 1934. Ses études l'amènent à finir diplômé supérieur d'études classiques puis professeur d'histoire. Il rédige un mémoire intitulé Les arguments tirés du passé chez Lycurgue et Hypéride.
En mai 1940, Gaultier entre dans un bataillon de chasseurs pyrénéens. Il devient un proche collaborateur de Paul Marion — secrétaire général à l'Information du gouvernement du maréchal Pétain —, chroniqueur à « Radio Vichy », et est l'un des fondateurs de la Milice française. Il combat sous l'uniforme allemand de la Waffen-SS avec le grade de Untersturmführer, et commande une unité française de la Division Charlemagne sur le Front de l'Est durant l'été 1944. Il est grièvement blessé au combat en Galicie. Frappé d'indignité nationale, il est emprisonné et condamné aux travaux forcés en 1946.
Libéré le 2 juin 1948, il travaille pour l'agence Havas.
Par la suite, il cofonde avec Jean-Marie Le Pen la maison d'éditions SERP (Société d'études et de relations publiques) qui se spécialise dans l'édition de disques historiques (discours politiques, chants militaires, etc.).
En 1972, il compte parmi les membres fondateurs du conseil national du Front national, sans avoir de responsabilité particulière. Après avoir milité quelques années au FN, écrit épisodiquement dans Rivarol, il est progressivement écarté du cercle des amis de Jean-Marie Le Pen au début des années 1980. Par la suite, il se consacre notamment à l'écriture de mémoires et de souvenirs, revenant sur son passé de collaborationniste. 
Léon Gaultier meurt le 18 juillet 1997, à 82 ans, à Ménétréol-sous-Sancerre.

## Ouvrages
- Léon Gaultier, Catalina de Erauso, la Nonne Conquistador, Paris, Jean Picollec, 1980, 320 p. (ISBN 978-2-86477-011-4 et 2864770113, OCLC 7255341).
- León Gaultier, Jean Coëtanlem : le cœur au poing, le lys aux lèvres, Paris, Jean Picollec, coll. « Biblio Celtique », 1982, 267 p. (ISBN 978-2-86477-045-9 et 2864770458, OCLC 9854275).
- Léon Gaultier, Siegfried et le Berrichon : parcours d'un "collabo", Paris, Perrin, 1991, 378 p. (ISBN 978-2-262-00888-8 et 2262008884, OCLC 24429779)